# Кендіс Паттон
Кендіс Паттон (англ. Candice Patton; 24 червня 1988, Джексон, Міссісіпі, США) — американська акторка, відома за роль Айріс Вест у т/с Флеш (2014–2023), отримавши за неї премію «Сатурн» за найкращу жіночу роль другого плану на телебаченні у 2017 році.

## Раннє життя
Народилася в Джексоні, виросла в Плейні. Навчалася в Південному методистському університеті в Далласі.

## Кар'єра
Грала ролі в багатьох телесеріалах, включаючи мильну оперу «Зухвалі і красиві». Отримала роль Мерседес у т/с Сороріті назавжди. У 2014 р. обрана на центральну роль Айріс Вест для т/с Флеш.

## Особисте життя
У вересні 2024 року Паттон народила свою першу дитину від колишнього професійного баскетболіста Джей Ар Сміта .

## Фільмографія

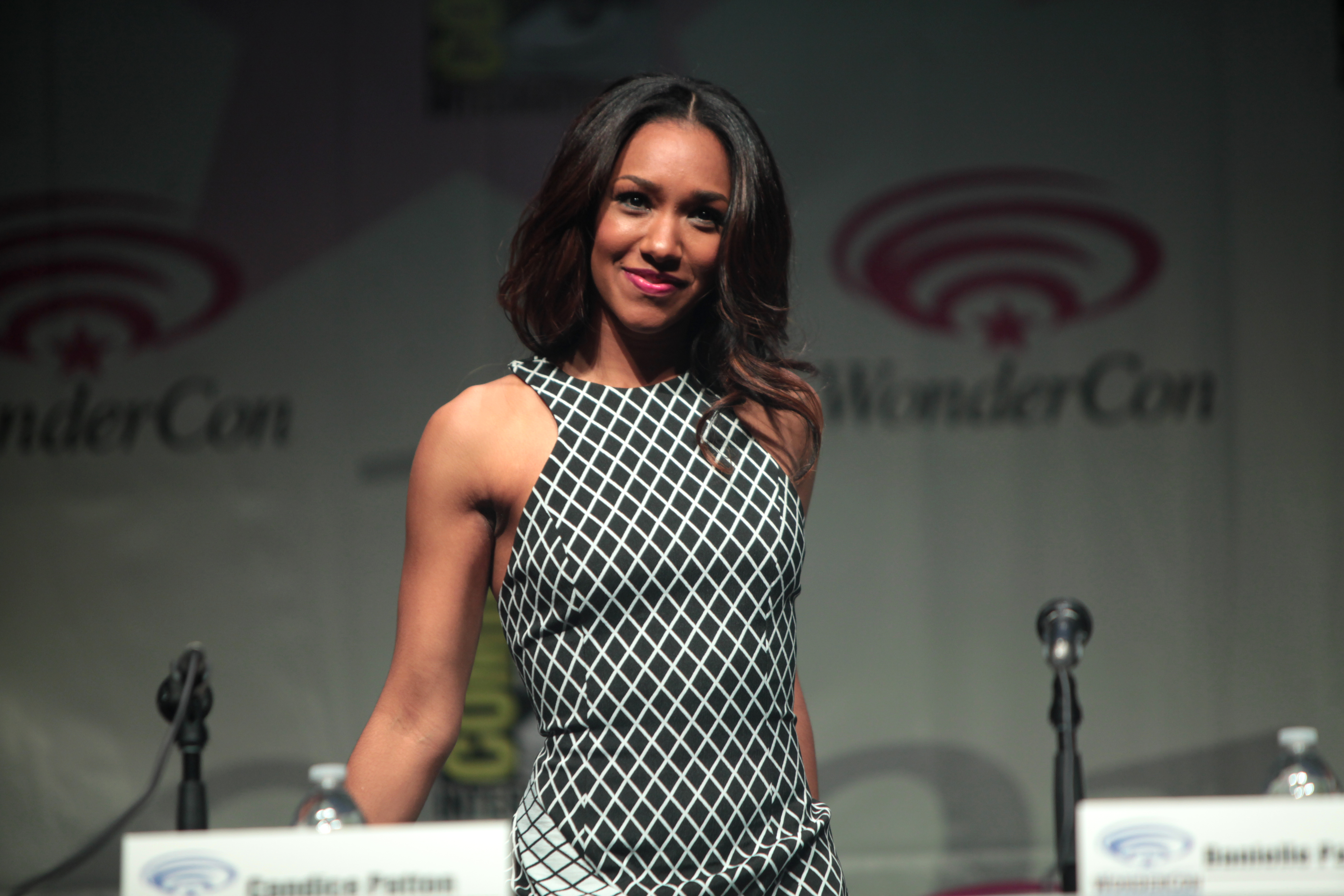
Кендіс Паттон у квітні 2015 р.

| Рік  | Назва                                  | Роль | Примітки |
| ---- | -------------------------------------- | ---- | -------- |
| 2011 | Убивця в соціальній мережі (телефільм) | Кейт |          |
| 2012 | Командир і головний                    | Дана |          |

| Рік       | Назва             | Роль                  | Примітки     |
| --------- | ----------------- | --------------------- | ------------ |
| 2004–2005 | Молоді та зухвалі | Робін                 | 5 епізодів   |
| 2007      | Зухвалі і красиві | Кенді                 | 1 епізод     |
| 2008      | Сороріті назавжди | Мерседес Муна         | 21 епізод    |
| 2008      | Казанова          | Акторка № 2           | 1 епізод     |
| 2009      | Красені           | Асистентка Дена       | 3 епізоди    |
| 2009      | Касл              | Молода жінка          | 1 епізод     |
| 2009      | Герої             | Олівія                | 2 епізоди    |
| 2008–2009 | Дні нашого життя  | Джилл/Алісія          | 2 епізоди    |
| 2010      | Забуті            | Келлі                 | 1 епізод     |
| 2010      | Школа виживання   | Таніша                | 2 епізоди    |
| 2010      | Анатомія Грей     | Мег Вейтон            | 1 епізод     |
| 2011      | Закон Геррі       | Деніз Рейнс           | 1 епізод     |
| 2011      | CSI: Маямі        | Венді Гібсон          | 1 епізод     |
| 2011      | Кохання кусається | Ліз Бет               | 1 епізод     |
| 2012      | Ріццолі й Айлс    | Вдова Бернарда Ейвері | 1 епізод     |
| 2013      | Гра               | Торі                  | 8 епізодів   |
| 2014–2023 | Флеш              | Айріс Вест            | Головна роль |